# Lazzaro Pisani
Lazzaro Pisani (Żebbuġ, 15 dicembre 1854 – Baia di San Paolo, 31 agosto 1932) è stato un pittore maltese.

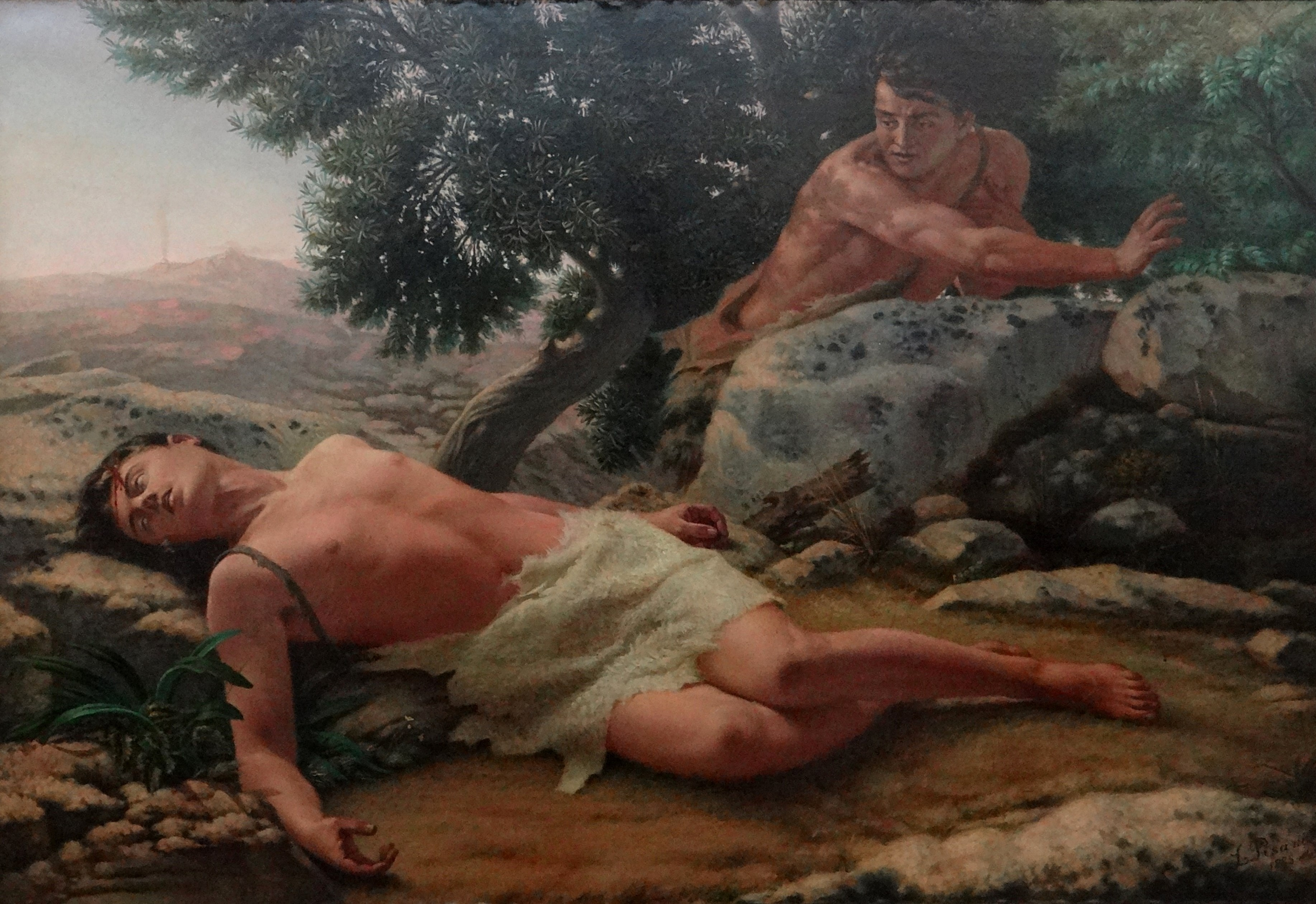
Morte di Abele, 1885, di Lazzaro Pisani.

È considerato uno dei più importanti artisti maltesi tra la fine del XIX e l'inizio del XX secolo.

## Biografia
Pisani studiò a Roma presso l'Accademia di San Luca, ma nel 1874 tornò a Malta dopo aver contratto la malaria. Ricevette un premio finanziario dalla Malta Society of Arts, Manufactures and Commerce.
Nel 1885, Pisani vinse una medaglia d'argento alla Esposizione coloniale di Londra per il suo dipinto Morte di Abele. Ottenne un'altra medaglia d'argento alla Esposizione coloniale del 1924.
Pisani morì a Baia di San Paolo. Al momento della sua morte stava lavorando a degli affreschi nelle chiese di Siġġiewi e Mġarr, che lasciò incompiuti.
Nel 2008, la figlia dell'artista, Maria Rosa Lazzaro, donò una collezione di undici dipinti del padre a Heritage Malta, che furono esposti dal 15 gennaio al 25 marzo dello stesso anno. L'esposizione includeva anche un catalogo scritto dallo storico dell'arte Lino Borg.

## Opere

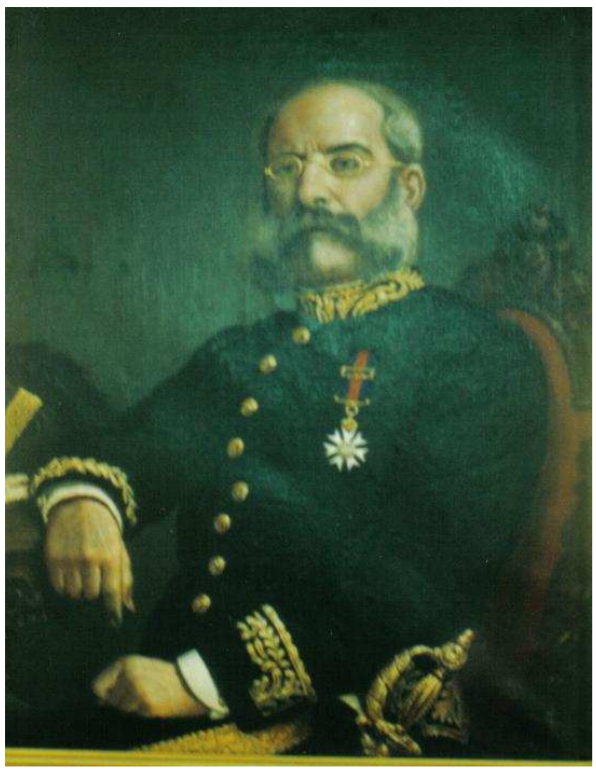
Ritratto di Salvatore Luigi Pisani

- Morte di Abele (olio su tela, 1885), Museo nazionale di belle arti della Valletta, vinse la medaglia d'argento alla Esposizione coloniale di Londra nel 1885.[6]
- Volta della Basilica di San Pietro e Paolo (Nadur), composta da oltre 150 tele fissate al soffitto a volta.[7]
- Le Beatitudini, cupola della Chiesa parrocchiale di Siġġiewi, composta da otto marouflage - una di queste si staccò dalla cupola nel 2013; il restauro iniziò il 1º maggio 2014.[8]
- L'Ultima Cena, Chiesa del Corpus Christi (Għasri), Gozo, restaurata con il patrocinio della Bank of Valletta nel 2007.[9]
- Madonna del Rosario, Chiesa di Gesù di Nazareth, Sliema
- Ritratto di Concetta Pisani, 1916
- Autoritratto dell'artista, 1916
- Ritratto di Mary Pisani
- Nostra Signora dei Dolori, 1924
- Ritratto della signora Gauci, 1907
- Ritratto di Roby Pisani
- San Disma
- Ritratto di Edeline Strickland
- Ritratto di Pietro Paolo Mompalao
- La Lettera
- Ritratto del giudice Sir Salvatore Naudi